# Гридлі (Канзас)
Гридлі (англ. Gridley) — місто (англ. city) в США, в окрузі Коффі штату Канзас. Населення — 313 особи (2020).

## Географія
Гридлі розташоване за координатами 38°6′3″ пн. ш. 95°52′53″ зх. д. / 38.10083° пн. ш. 95.88139° зх. д. (38.100967, -95.881387).  За даними Бюро перепису населення США в 2010 році місто мало площу 1,22 км², з яких 1,06 км² — суходіл та 0,16 км² — водойми.

## Демографія
Згідно з переписом 2010 року, у місті мешкала 341 особа в 144 домогосподарствах у складі 93 родин. Густота населення становила 281 особа/км².  Було 174 помешкання (143/км²).
Расовий склад населення:
| - 97,7 % — білих - 0,9 % — чорних або афроамериканців - 0,3 % — корінних американців |

До двох чи більше рас належало 0,9 %. Частка іспаномовних становила 0,3 % від усіх жителів.
За віковим діапазоном населення розподілялося таким чином: 26,7 % — особи молодші 18 років, 54,8 % — особи у віці 18—64 років, 18,5 % — особи у віці 65 років та старші. Медіана віку мешканця становила 37,9 року. На 100 осіб жіночої статі у місті припадало 97,1 чоловіків;  на 100 жінок у віці від 18 років та старших — 96,9 чоловіків також старших 18 років.
Середній дохід на одне домашнє господарство  становив 54 121 долар США (медіана — 41 023), а середній дохід на одну сім'ю — 61 575 доларів (медіана — 51 250). Медіана доходів становила 40 938 доларів для чоловіків та 33 000 доларів для жінок. За межею бідності перебувало 4,4 % осіб, у тому числі 11,4 % дітей у віці до 18 років та 4,6 % осіб у віці 65 років та старших.
Цивільне працевлаштоване населення становило 148 осіб. Основні галузі зайнятості: освіта, охорона здоров'я та соціальна допомога — 23,0 %, транспорт — 14,9 %, виробництво — 12,8 %.